# Коллобриер
Коллобрие́р (фр. Collobrières) — коммуна на юго-востоке Франции в регионе Прованс — Альпы — Лазурный берег, департамент Вар, округ Тулон, кантон Ле-Люк.
Площадь коммуны — 112,68 км², население — 1691 человек (2006) с тенденцией к росту: 1854 человека (2012), плотность населения — 16,0 чел/км².

## Географическое положение
Коммуна Коллобриер расположена в северной части горного массива Мор.

## Население
Население коммуны в 2011 году составляло — 1834 человека, а в 2012 году — 1854 человека.
| 1962 | 1968 | 1975 | 1982 | 1990 | 1999 | 2004 | 2006 | 2009 | 2011 | 2012 |
| ---- | ---- | ---- | ---- | ---- | ---- | ---- | ---- | ---- | ---- | ---- |
| 1169 | 1176 | 1335 | 1337 | 1435 | 1596 | 1639 | 1691 | 1843 | 1834 | 1854 |

Динамика населения:

## Экономика
Наиболее известным промыслом местных жителей является выращивание и переработка съедобных каштанов (маронов). В местном музее можно осмотреть различные машины и механизмы, предназначенные для изготовления из маронов местных деликатесов самого широкого профиля — от кремов до мороженого. Другими традиционными занятиями жителей коммуны можно назвать обработку коры пробкового дуба и виноделие.
В 2010 году из 1226 человек трудоспособного возраста (от 15 до 64 лет) 763 были экономически активными, 463 — неактивными (показатель активности 62,2 %, в 1999 году — 62,0 %). Из 763 активных трудоспособных жителей работали 678 человек (362 мужчины и 316 женщин), 85 числились безработными (45 мужчин и 40 женщин). Среди 463 трудоспособных неактивных граждан 82 были учениками либо студентами, 129 — пенсионерами, а ещё 252 — были неактивны в силу других причин.
На протяжении 2010 года в коммуне числилось 787 облагаемых налогом домохозяйств, в которых проживало 1673,0 человека. При этом медиана доходов составила 17 тысяч 790 евро на одного налогоплательщика.

## Достопримечательности (фотогалерея)
- Картезианский монастырь XII—XVIII столетий Шартрёз-де-ла-Верн, расположенный в 12 километрах восточнее Коллобриера, в горной местности. К монастырю, частично восстановленному в наше время, ведёт извилистая автомобильная дорога.
- Капелла Нотр-Дам-де Анже, в 16 километрах севернее, в горах на высоте в 536 метров; рядом находится приют для паломников.

Одной из особенностей коммуны Коллобриер является возможность расплатиться здесь по-прежнему французскими франками (наряду с евро).
Три последних воскресенья в октябре празднуется «Фестиваль каштана» (фр. Fête de la Châtaigne).

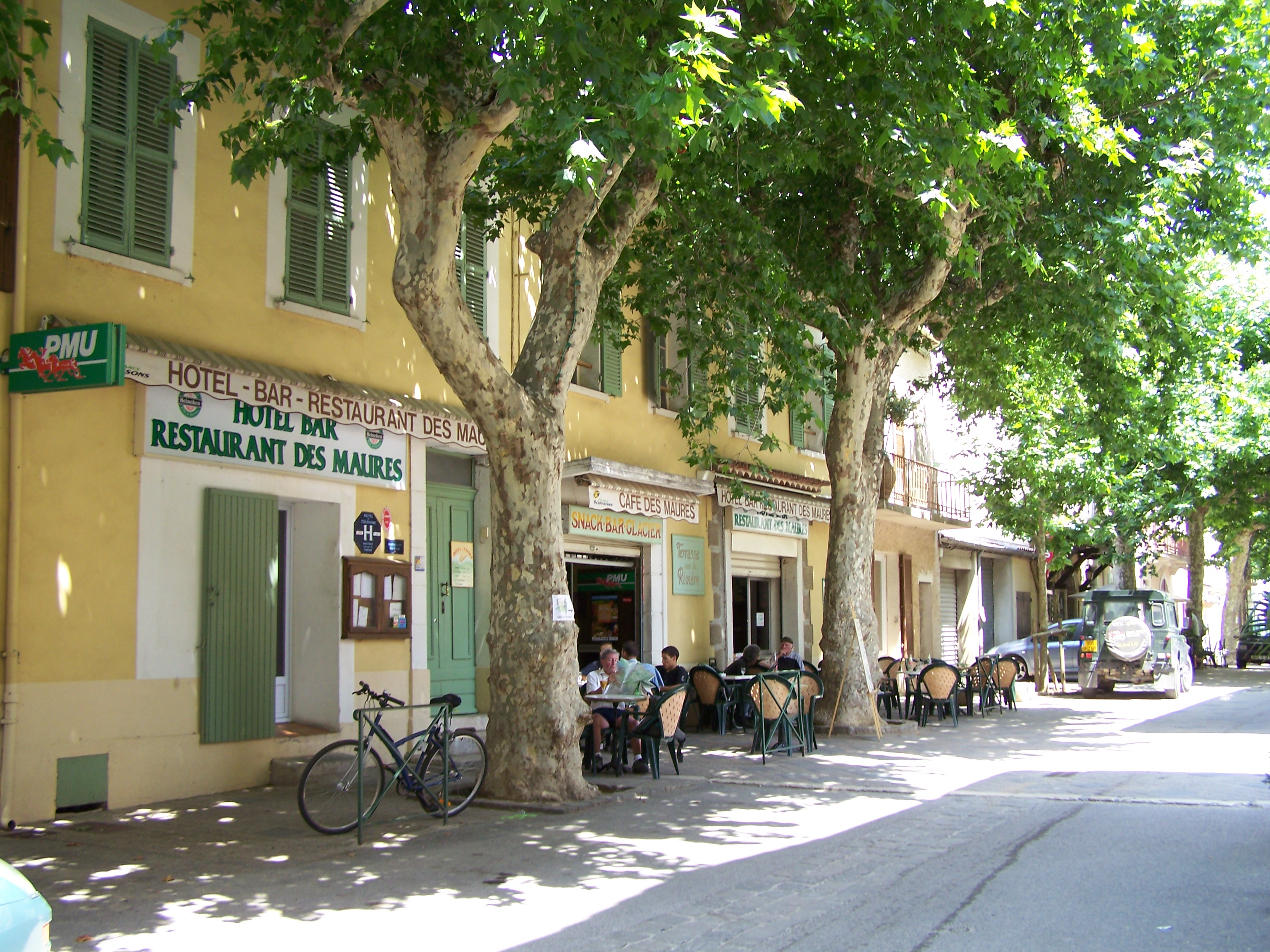
Уличная сценка в городе
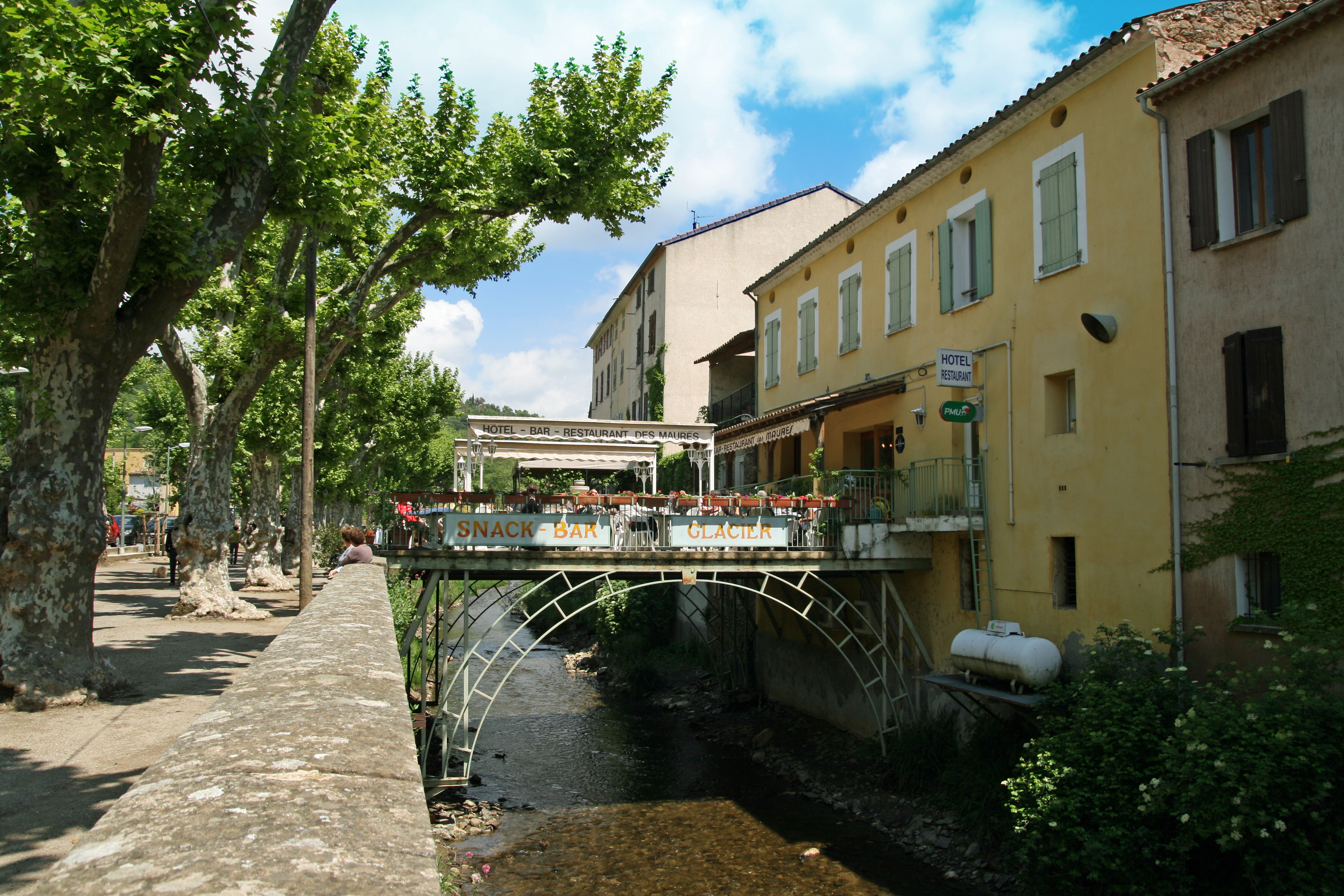
«Ресторан На Мосту»
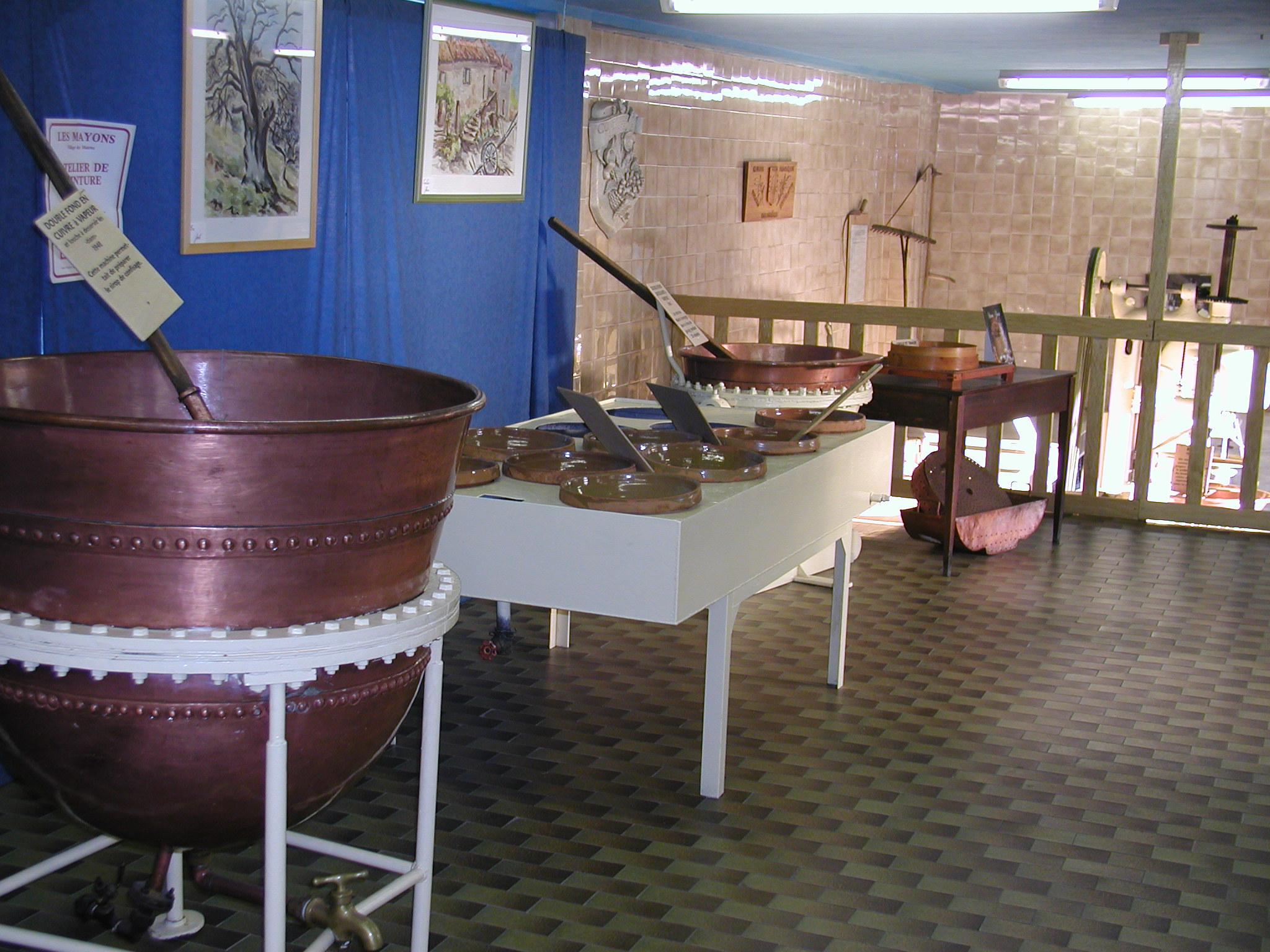
Исторические механизмы для переработки маронов
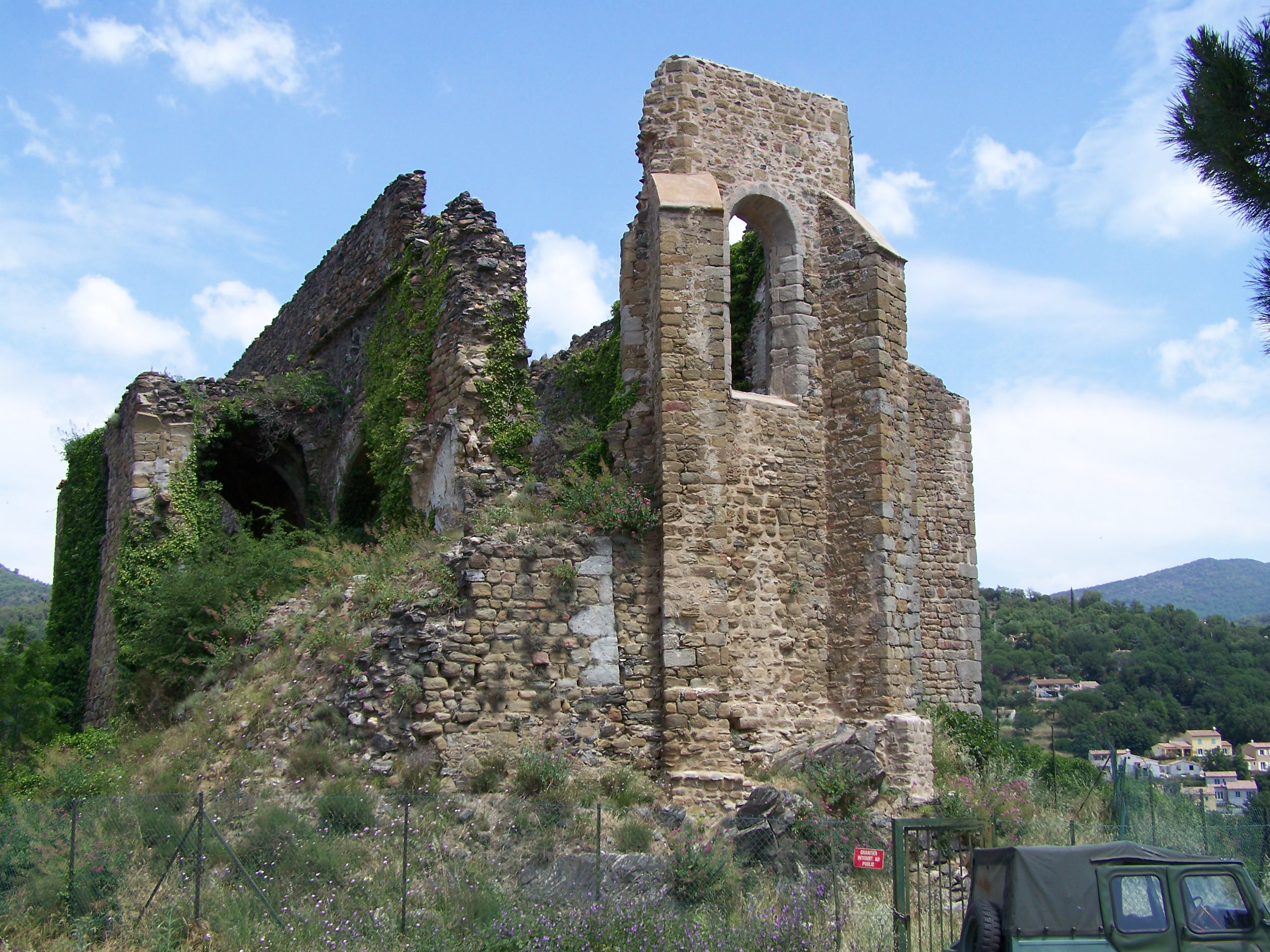
Развалины церкви близ Коллобриера